# Ombra orogràfica

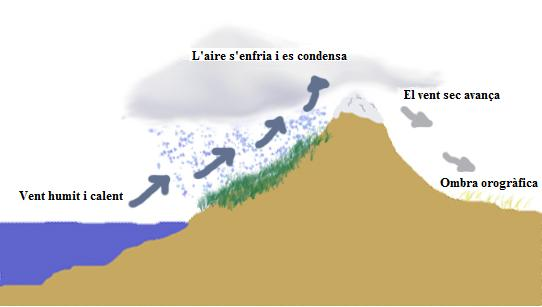
Dibuix explicatiu de la formació d'ombres orogràfiques

Una ombra orogràfica és una zona seca situada darrere d'una muntanya o una serralada. Les muntanyes impedeixen que el vent humit arribe a aquest terreny i, en conseqüència, les pluges i la vegetació hi són escasses.

## Descripció
Aquesta condició existeix perquè, a mesura que l'aire calent i humit s'alça fins dalt de les serralades o una muntanya alta, on a causa de la disminució de la pressió atmosfèrica quan s'incrementa l'altitud, es refreda adiabàticament fins al punt que l'aire assoleix el seu punt de rosada adiabàtic (el qual no és el mateix que el punt de rosada a pressió constant que és el que es dona en els pronòstics meteorològics). Al punt de rosada adiabàtic, la humitat es condensa a la muntanya, i precipita dalt de la muntanya i a la seva façana a sobrevent. L'aire descendeix a sotavent, però per causa del procés de precipitació, ha perdut gran part de la seva humitat. Típicament, l'aire descendent és més càlid per la compressió adiabàtica (vegeu el vent Foehn) cap avall de la façana de sotavent de les muntanyes, i crea una regió més seca.

## Regions amb ombra orogràfica notable

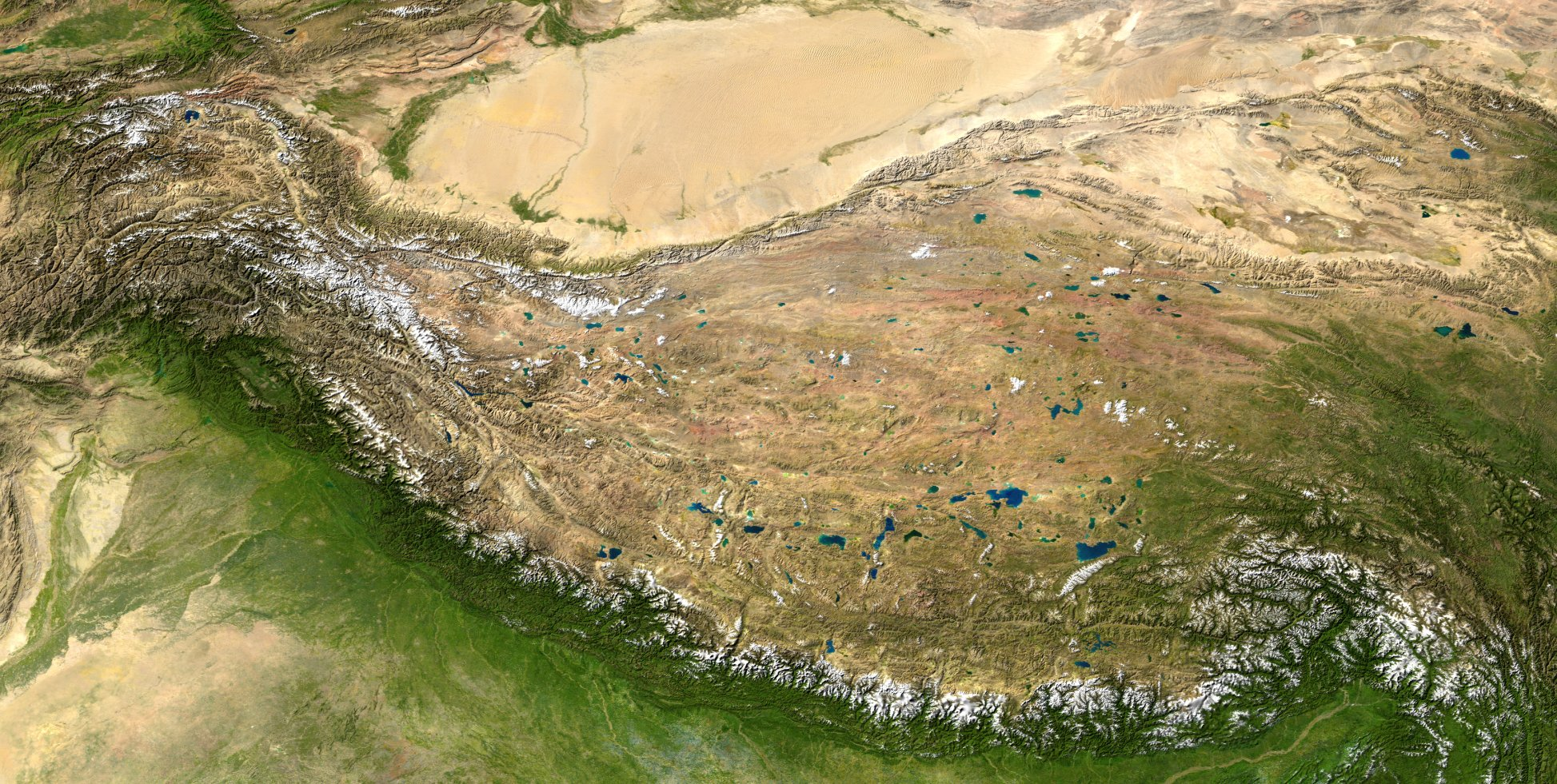
L'altiplà del Tibet (a dalt), potser és el millor exemple d'ombra orogràfica. Situat a sotavent de la serralada de l'Himàlaia, al Tibet hi arriba poca pluja.

### Països Catalans
Als Països Catalans, la conca de l'Ebre és una zona d'ombra orogràfica produïda pels Pirineus (Lleida: 350 litres, la Vall d'Aran: 900), el mateix es pot dir de la façana sud dels Pirineus en contrast amb la façana nord de la serralada que és més humida (Bellver de Cerdanya: 670 litres, Arieja, màxim: 1.800 litres). Els mateixos fons de les valls pirinenques presenten aquest fenomen respecte a les seves parts altes (Llavorsí: només 580 litres quan a les muntanyes del voltant se superen els 1.000 litres). A més, el vent descendent sec i calent de tipus Foehn s'anomena aquí fogony.

### Escala mundial
Hi ha patrons regulars de vents dominants que es disposen en bandes al voltant de les regions equatorials. La zona anomenada de vents alisis es troba entre la latitud 30° N i 30° S, on els vents bufen predominantment del nord-est (a l'hemisferi nord) i del nord-oest (a l'hemisferi sud). Els vents de l'oest són els vents dominants de les latituds mitjanes entre els 30 i els 60 graus; bufen predominantment des del sud-oest (a l'hemisferi nord) i del nord-oest (a l'hemisferi sud). Entre 30 i 50 graus de latitud es troben els forts vents de l'oest (Roaring Forties).
Exemples de notables ombres pluviomètriques: 

#### Àsia

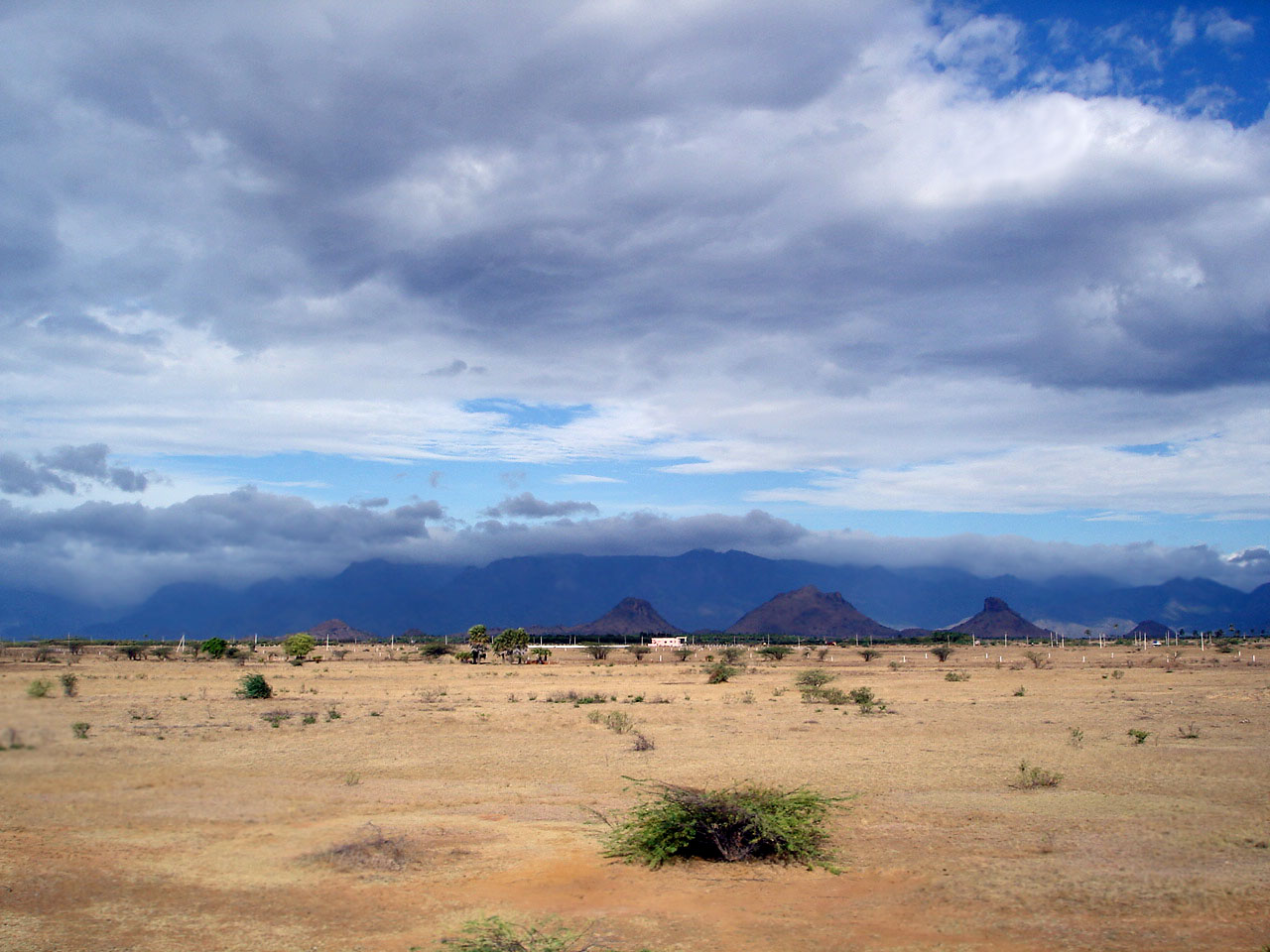
Els turons Agasthiyamalai creen una zona d'ombra pluviomètrica respecte al monsó a l'Índia

- Els cims de les muntanyes del Caucas a l'oest, les muntanyes Alborz al sud i les serralades lligades a l'Himàlaia a l'est fan ombra pluviomètrica als deserts de Karakum i Khizilkhum, a l'oest de la mar Càspia, i també al clima semiàrid de l'estepa kazakh.
- A l'Iran, el Dasht-i-Lut és producte de l'ombra pluviomètrica de les muntanyes Elburz i Zagros, i és un desert amb molt poca vida.
- A Turquia, l'altiplà d'Anatòlia amb un clima semiàrid i una vegetació estepària, es troba a l'ombra de les muntanyes Pòntiques al nord i de les muntanyes del Taure al sud.
- L'Himàlaia i les serralades connectades contribueixen a les condicions àrides de l'Àsia central, incloent-hi el desert de Gobi a Mongòlia i també les condicions semiàrides de les estepes de Mongòlia i nord i centre de la Xina.
- El desert d'Ordos és producte de l'ombra orogràfica de muntanyes com Kara-naryn-ula, Sheitenula, i les muntanyes Yin, que enllacen amb els muntanyes gran Khingan.
- El desert de Thar o gran Desert de l'Índia és producte de les serralades Aravalli al sud-est, l'Himàlaia al nord-est, i les serralades Kirthar i Sulaiman a l'oest.
- La banda est de les serralades Sahyadri a l'altiplà del Dècan a l'Índia.

### Amèrica del Sud
- El desert d'Atacama a Xile és el desert més sec del món per l'ombra pluviomètrica que hi fan els Andes a l'est i les altes pressions de l'oceà Pacífic, que impedeixen l'arribada d'humitat de l'oest.
- Patagònia a sotavent dels Andes.

### Amèrica del Nord
Als Estats Units, fan ombra pluviomètrica moltes serralades, especialment notable és la de la sierra Nevada americana i les muntanyes Cascade Range.
- Els deserts dels Estats Units i Mèxic, la gran Conca i els deserts dels estats d'Oregon i Washington.
- La regió de l'oest del Canadà de les grans Planes (Great Plains) i el centre dels Estats Units, en gran part, són producte de la serralada Western.
- El desert de Mojave, desert de Black Rock, desert de Sonora, i desert de Chihuahua són afectats per l'ombra pluviomètrica.
- La vall de la Mort als Estats Units (serralades Pacific Coast i Sierra Nevada).
- La serralada Colorado Front fa que, a sobrevent, es registrin precipitacions de 1.000 litres i a sotavent no s'arribi als 500 (Denver). En aquest cas, l'efecte d'ombra pluviomètrica només passa amb les tempestes que venen d'oest a est.
- Els vessants est de la Coast Ranges a Califòrnia central i sud fan que la vall de San Joaquin sigui seca.
- A la província canadenca de British Columbia, les àrees a l'est de les Coast Mountains i Cascade Range amb parts dels estats dels Estats Units de Washington, Oregon i Idaho, estan en zona d'ombra pluviomètrica.
- La vall Dungeness al voltant de Sequim, a l'estat de Washington, es troba en ombra pluviomètrica per les muntanyes Olímpiques.
- A l'est dels Estats Units, també apareix l'efecte d'ombra orogràfica. Per exemple, a la vall Shenandoah a l'oest de Virgínia, entre les muntanyes Blue Ridge i els Apalatxes, és la zona més seca de l'est dels Estats Units, encara que són d'agricultura molt rica.[3]

### Europa
- Les muntanyes Pennines del nord d'Anglaterra, les muntanyes gal·leses, i les Terres altes d'Escòcia fan ombres pluviomètriques; per exemple, Glasgow i Manchester reben el doble de pluja que Edinburgh i York, respectivament. Al nord, el contrast encara és més gran i Aberdeen rep un terç de la pluja de Fort William (Escòcia) o Skye.[4]
- La serralada Cantàbrica divideix l'Espanya seca del sud de l'Espanya humida del nord. El Cap de Gata és el lloc més sec de l'Europa continental (amb uns 150 litres de pluja anual) i, en gran part, es deu a un efecte d'ombra pluviomètrica.
- Algunes valls internes dels Alps són seques per aquest efecte.
- Al massís Central francès, les planes de Limagne i Forez estan afectades per l'ombra pluviomètrica, ja que les muntanyes reben 2.000 litres i la plana Clarmont d'Alvèrnia no arriba als 600.
- A Itàlia, el Piemont Asti rep només 527 mm.[5]
- Atenes està envoltada de muntanyes que impedeixen l'arribada d'humitat de l'Adriàtic, i resulta més seca que els seus voltants.
- Les muntanyes escandinaves fan que el clima oceànic no penetri gaire endins, a més de crear ombra pluviomètrica. Bergen, a sobrevent de les muntanyes, rep 2.250 mm de pluja, però Oslo, a sotavent, només 760, i Skjåk, situada en una vall profunda de Noruega, només 280 mm.

### Àfrica
- La part a sobrevent de Madagascar és humida i tropical, mentre que la part a sotavent presenta semideserts espinosos. El mateix passa a l'illa de Reunió.
- Les muntanyes de l'Atles en part són responsables de la sequedat del Sàhara, però aquest desert es deu principalment a motius geogràfics.

### Oceania
- Nova Caledònia, a l'oest de la Grande Terre, es troba en zona d'ombra pluviomètrica.
- Hawaii té el segon rècord de pluja anual del món: 12.700 litres, però té zones desèrtiques per l'ombra pluviomètrica. A l'illa de Kauai, el costat de sotavent és molt sec.[1] L'illa sencera de Kahoolawe està a l'ombra orogràfica del volcà Maui.
- A Nova Zelanda, a l'illa del Sud, els Alps del Sud (amb pluges de fins a 8.000 litres) fan que les zones a sotavent rebin entre 750 i 375 litres anuals.
- A Tasmània, a Austràlia, l'ombra pluviomètrica es produeix a la regió central que rep una cinquena part de la pluja de les terres altes de l'oest.
- Als estats australians de Nova Gal·les del Sud i Victòria, les muntanyes Snowy fan ombra pluviomètrica.
- També a Victòria, la zona de port Phillip Bay està a l'ombra orogràfica de les muntanyes Otway. Mentre que el cim Otway rep 2.000 litres anuals, la zona de Little River en rep només 420.